# Grace Mahadumrongkul
Grace Mahadumrongkul (thaï : เกรซ  มหาดำรงค์กุล), née le 1er octobre 1969, est une actrice thaïlandaise.

## Biographie
Elle est surtout connue comme actrice dans les six films de la fresque historique King Naresuan réalisée par Chatrichalerm Yukol de 2007 à 2015.
En 2012, elle se marie avec Jongjet Watcharanunt. Ils ont deux enfants.
Elle parle cinq langues : le siamois (thaïlandais), le chinois mandarin et le dialecte chinois Yué, l'anglais et le japonais.

## Filmographie
- 2007 : King Naresuan, le souverain du Siam
- 2013 : Young Bao (ยังบาว)
- 2016 : Take me home (สุขสันต์วันกลับบ้าน)